# 私制唱片

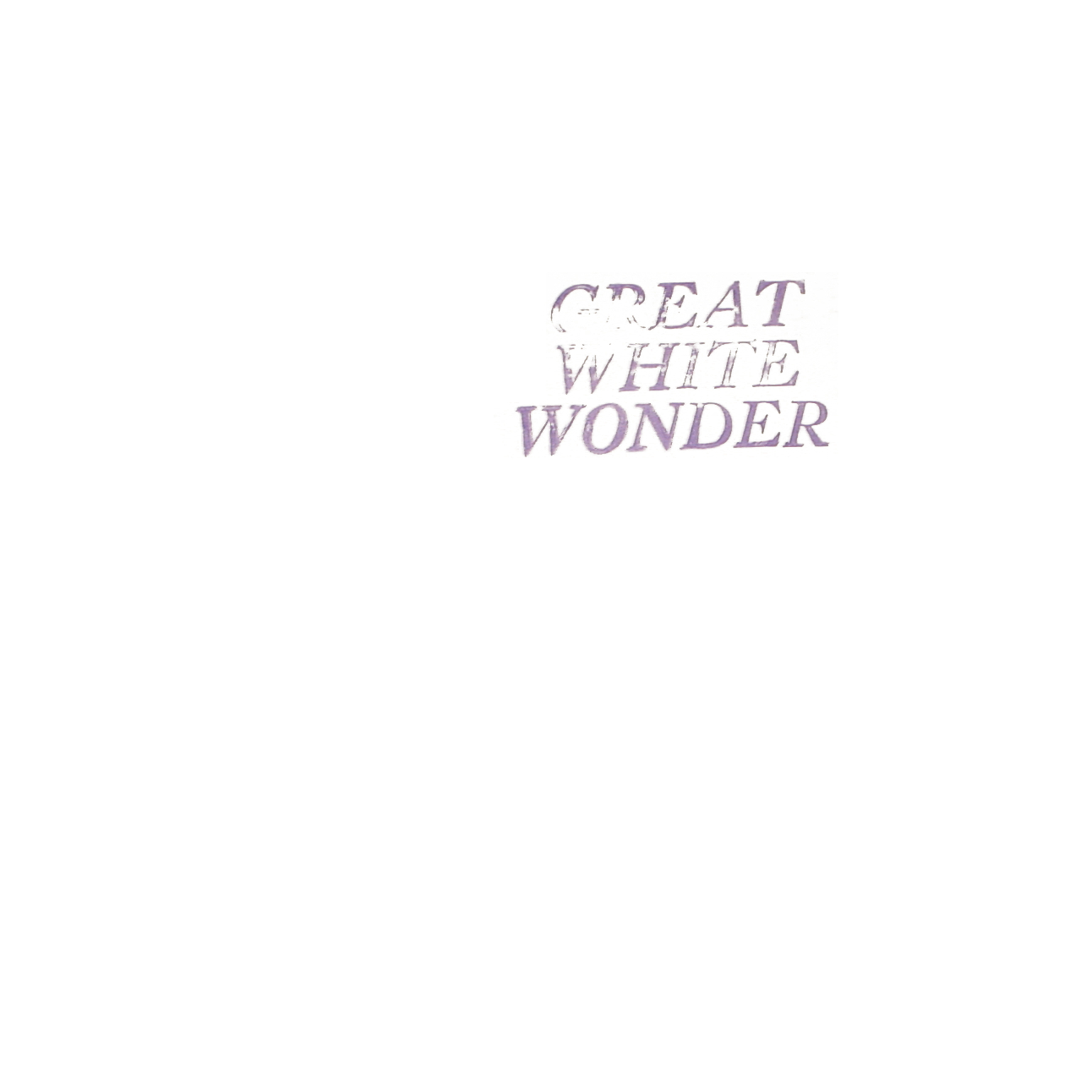
第一张流行的摇滚私制唱片：鲍勃迪伦的《Great White Wonder》，在1969年6月发行。

私制唱片（bootleg recording），在美國禁酒令年代bootleg指“私酿酒”，因为人们经常将威士忌藏在靴筒（bootleg）里避人耳目，由此演变到现在又指非法制造或贩卖的出版物。

## 定义

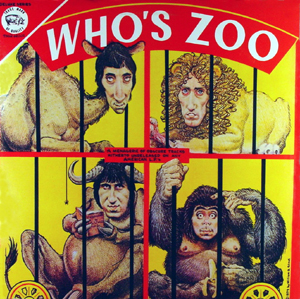
谁人乐队的《WHO'S ZOO》是私制出版物